# Melanophryniscus alipioi
Melanophryniscus alipioi – gatunek płaza bezogonowego z rodziny ropuchowatych.

## Systematyka
Gatunek ten jest jednym z przedstawicieli rodzaju Melanophryniscus zaliczanego do rodziny ropuchowatych (Bufonidae).

## Rozmieszczenie geograficzne
Gatunek ten jest endemitem południowej Brazylii. Początkowo znany był tylko z miejsca typowego – Serra do Capivarí w gminie Campina Grande do Sul we wschodniej części stanu Paraná, później odkryto go jeszcze w pobliskich gminach Castro (Parana) i Morretes oraz w północno-wschodniej części stanu Santa Catarina.

## Ekologia
Żyje na wysokości 800–1400 m nad poziomem morza. Jego siedlisko to formacja campos de altitude w lesie atlantyckim. Płazy spotykano wśród roślinności trawiastej bądź na roślinach bromeliowatych (ananasowatych).

## Cykl życiowy
Samice składają jaja w pakietach do wody gromadzącej się u nasady liści bromeliowatych.

## Zagrożenia i ochrona
W Czerwonej księdze gatunków zagrożonych IUCN płaz ten od 2023 roku klasyfikowany jest jako gatunek narażony (VU, ang. Vulnerable); wcześniej, od 2009 roku uznawano go za gatunek niedostatecznie rozpoznany (DD, ang. Data Deficient).
Zwierzę spotyka się często w trakcie sezonu rozrodczego. Trend jego populacji oceniany jest jako spadkowy ze względu na utratę i degradację siedlisk.
IUCN wśród zagrożeń dla gatunku wymienia ciągłe przekształcanie jego trawiastych siedlisk w obszary miejskie, tereny uprawne, pastwiska dla zwierząt gospodarskich czy plantacje leśne; dodatkowym zagrożeniem są wywoływane przez człowieka pożary.